# Liste des anciens cantons de la Moselle

## Cantons duXVIIIe–XIXesiècle
Cette liste n'inclut pas les anciens cantons de la Meurthe, soit jusqu'en 1871.
- Canton d'Ancerville (?-1801)
- Canton d'Argancy (?-1801)
- Canton d'Augny (?-1801)
- Canton d'Aumetz (?-1801)
- Canton de Becking (An III-?)
- Canton de Bérus (1790-1793)
- Canton de Betting (An III-1801)
- Canton de Bisten (An III-?)
- Canton de Bistroff (?-1801)
- Canton de Bouquenom (1790-1793)
- Canton de Breidenbach (1790-1801)
- Canton de Burtoncourt (?-1801)
- Canton de Goin (?-1801)
- Canton d'Helimer (?-1801)
- Canton de Gros-Hémestroff (An III-1801)
- Canton d'Inglange (?-1801)
- Canton de Kœnigsmacker (?-1801)
- Canton de Lemberg (1790-1801)
- Canton de Longeville (?-1801)
- Canton de Lorry devant Metz (?-1801)
- Canton de Launstroff (?-1806)
- Canton de Luttange (?-1801)
- Canton de Morhange (?-1801)
- Canton de Noisseville (?-1801)
- Canton d'Œutrange (?-1801)
- Canton de Puttelange (?-1802)
- Canton de Relling (?-1815)
- Canton de Rodemack (?-1801)
- Canton de Rozérieulles (?-1801)
- Canton de Sarrelouis (?-1815)
- Canton de Tholey (?-1814)
- Canton de Thicourt (?-1801)
- Canton de Vatimont (?-1801)
- Canton de Varize (?-1801)
- Canton de Vitry (?-1801)

## Cantons supprimés après mars 2015
- Canton d'Albestroff
- Canton d'Ars-sur-Moselle
- Canton de Behren-lès-Forbach
- Canton de Cattenom
- Canton de Château-Salins
- Canton de Delme
- Canton de Dieuze
- Canton de Fénétrange
- Canton de Florange
- Canton de Fontoy
- Canton de Grostenquin
- Canton de Lorquin
- Canton de Maizières-lès-Metz
- Canton de Marange-Silvange
- Canton de Metz-Ville-1
- Canton de Metz-Ville-2
- Canton de Metz-Ville-3
- Canton de Metz-Ville-4
- Canton de Moyeuvre-Grande
- Canton de Pange
- Canton de Réchicourt-le-Château
- Canton de Rohrbach-lès-Bitche
- Canton de Saint-Avold-1
- Canton de Saint-Avold-2
- Canton de Sarreguemines-Campagne
- Canton de Sierck-les-Bains
- Canton de Thionville-Ouest
- Canton de Thionville-Est
- Canton de Verny
- Canton de Vic-sur-Seille
- Canton de Vigy
- Canton de Volmunster
- Canton de Woippy

## Sources
- Ldh/EHESS/Cassini - Notices communales
- Louis Emmanuel de CHASTELLUX, Le Territoire du département de la Moselle : Histoire et statistique, 1860.